# Síndrome de Eagle
El síndrome de Eagle, también conocido como síndrome estilohioideo, síndrome estiloide o síndrome del proceso estiloide alargado y osificado, es una enfermedad poco frecuente caracterizada por un alargamiento anormal de la apófisis estiloides del temporal o una calcificación del ligamento estilohioideo que provoca una alteración de la función de las estructuras cercanas, causando dolor al tragar, en el oído, en la superficie de la cara o en la zona cervical.
Fue descrita por primera vez por el médico americano Watt W. Eagle en 1948.

## Etiología

Músculo estilohioideo en rojo.

Hay muchas causas diferentes que han sido propuestas para explicar el síndrome de Eagle. Una de ellas describe que se trata de un defecto en el desarrollo de cartílago de Reichert durante la fase embrionaria en la zona de la apófisis estiloides, la segunda atribuye el síndrome a la calcificación del ligamento estilomandibular a lo largo del tiempo, la tercera menciona una expansión de tejido óseo en el origen del ligamento estilomandibular. Frecuentemente es atribuido a anormalidades en el músculo estilohioideo complejas sin ningún factor traumático.
Aunque no existe acuerdo respecto al origen del síndrome, sí lo hay respecto a cómo se producen los síntomas que lo definen. Una elongación u osificación de las estructuras del complejo estilohioideo conlleva una compresión de las estructuras neurovasculares de alrededor, entre las que se hallan los nervios facial, auriculotemporal, lingual, glosofaríngeo o hipogloso. Además, el complejo estilohioideo es el encargado de dividir las arterias carótida interna y carótida externa. Por ello, una compresión o pinzamiento de estas estructuras puede presentar una gran variedad de síntomas.

## Epidemiología
Se estima que el porcentaje de personas que tienen una apófisis estiloides alargada (es decir, de más de 4 centímetros de largo) es del 4% de la población general (1 de cada 25 personas). Sin embargo, solo un 4% dentro de este porcentaje sufre síntomas relacionados con el alargamiento, por lo que la incidencia real del Síndrome de Eagle es de 0,16%. (1 de cada 625 personas)
Otro estudio más reciente que analizó 1003 radiografías en una población italiana de entre 5 y 90 años determinó que el 33,4% de los pacientes poseían una estiloides alargada, pero en este caso se definían como tal las apófisis de más de 3 centímetros de largo.
En la mayoría de los casos la elongación se da de forma bilateral.

## Signos y síntomas
Los pacientes que sufren de síndrome de Eagle suelen sufrir dolor unilateral en la zona lateral y anterior del cuello de carácter crónico. A veces este dolor se extiende a la zona del oído. Además del dolor a veces se puede dar sensación de cuerpo extraño en la garganta que invita a tragar, dificultad al tragar o dificultad al hablar.
El síndrome de Eagle es de tipo vascular, cuando ocurre una compresión de una de las arterias carótidas. Si se da compromiso de la arteria carótida externa, los síntomes principales se agravan cuando el sujeto gira la cabeza hacia el lado afectado. Estos suelen incluir dolor constante en el cuello o irradiado al ojo. Si la arteria carótida interna es la afectada, los síntomas más comunes son dolor de cabeza y dolor que abarca desde la zona occipital hasta la zona del ojo.

## Diagnóstico
|                                                |
| Radiografía lateral: osificación estilohioidea |

|                                                       |
| Radiografía lateral: falsa articulación estilohioidea |

|                                             |
| TAC 3D: osificación estilohioidea bilateral |

|                                                  |
| TAC coronal: osificación estilohioidea bilateral |

El diagnóstico se realiza en base a los signos y síntomas descritos y debe ser confirmado mediante pruebas de imagen. Los síntomas suelen empeorar en la palpación de la apófisis estiloides.
La apófisis alargada o calcificación del ligamento estilohioideo suelen mostrarse fácilmente a través de una prueba radiográfica. De forma adicional se puede realizar un TAC para confirmar el diagnóstico y ver qué estructuras están siendo afectadas.

## Tratamiento
EL tratamiento no quirúrgico incluye la administración de medicamentos analgésicos, antidepresivos o anticonvulsivos; o la inyección de corticoides mediante un abordaje transfaríngeo. Si el tratamiento conservador no es efectivo, a menudo se recurre a intervenciones quirúrgicas. De estas, la más frecuente consiste en la resección de parte de la apófisis estiloides por vía intraoral o por vía externa.